# Châteauneuf (Saboia)
Châteauneuf é uma comuna francesa na região administrativa de Auvérnia-Ródano-Alpes, no departamento da Saboia. Estende-se por uma área de 6.99 km². Em 2010 a comuna tinha 928 habitantes (densidade: 132,8 hab./km²).